# Michel Perelaer
Michel Théophile Hubert Perelaer (Maastricht, 4 augustus 1831 - Den Haag, 2 januari 1901) was een Nederlands auteur.
Perelaar werd tot priester opgeleid in Rolduc en werkte jarenlang in Nederlands-Indië. Hij steunde Multatuli in diens strijd voor de gelijkberechtiging van de inlanders, schreef daartoe Nogmaals Bantam en in 1882 Max Havelaar. 
Een vlek op zijn blazoen was de beschuldiging van plagiaat op het werk van de Franse naturalist Emile Zola. 
In 1899 verscheen zijn laatste roman: Een wedstrijd op de oceaan.
- Bibsys: 98005055
- Biografisch Portaal: 26832272
- Digitale Bibliotheek voor de Nederlandse Letteren: pere002
- Gemeinsame Normdatei: 140876375
- International Standard Name Identifier: 0000 0001 0718 7136
- Library of Congress Control Number: nr2001052432
- Nederlandse Thesaurus van Auteursnamen: 070509131
- Système universitaire de documentation: 23872347X
- Trove: 1077659
- Virtual International Authority File: 63940690
- WorldCat: E39PBJbM8pPY3Q7m89PrKbR9Xd